# Phrynomedusa fimbriata
Phrynomedusa fimbriata är en groddjursart som beskrevs av Miranda-Ribeiro 1923. Phrynomedusa fimbriata ingår i släktet Phrynomedusa och familjen lövgrodor. IUCN kategoriserar arten globalt som utdöd. Inga underarter finns listade i Catalogue of Life.